# Aigua d'ordi
L'aigua d'ordi, ordiat, aigua de civada o aigua «civà» és una beguda sense alcohol basada en l'ordi que normalment se saboritza amb llimona o un altre fruit i és una beguda tradicional del País Valencià i d'altres llocs com el Regne Unit (barley water). Es fa bullint les llavors perlades (sense clofolla) i rentades de l'ordi (anomenat també civada, però no és l'espècie Avena sativa), després s'hi aboca aigua calenta, la pela i/o la polpa de la fruita, i s'hi afegeix suc de fruita i sucre al gust. La pela també es pot bullir amb l'ordi.
Fer begudes dels cereals bullits en aigua és una pràctica antiga. El Kykeon (del grec: κυκεών, derivat de κυκάω, "mesclar") era una beguda de l'Antiga Grècia feta principalment amb aigua, ordi i substàncies naturals. Va ser usada en el clímax dels Misteris d'Eleusis, però també era la beguda favorita dels antics camperols grecs.
Una beguda similar d'Escòcia, anomenada atholl brose, es fa amb civada. A Mèxic se'n diu aguas frescas i es ven pels carrers. El te d'ordi rostit és la beguda equivalent i tradicional d'Àsia.
L'aigua d'ordi s'ha fet servir com a primera menja dels infants després de cessar l'alletament. També és un remei casolà per la cistitis.
L'aigua d'ordi està fortament associada amb els campionats de Wimbledon, a on és encara la beguda oficial dels participants.
A la Gran Bretanya actualment, Robinsons Lemon Barley Water és una marca comercial que es ven embotellada.